# Vratja vas
Vratja vas este o localitate din comuna Apače, Slovenia, cu o populație de 82 de locuitori.